# Кампала
Кампала (суах. Kampala) — місто, столиця Уганди і адміністративний центр Центральної області.

## Географія
Кампала знаходиться в південній частині країни поблизу північного узбережжя озера Вікторія на висоті 1190 метрів над рівнем моря.

## Історія
Засноване в 1890 році британським колоністом Фредеріком Лугардом як форпост на горбі Кампала. Назва походить від слова «імпала» (антилопа), що пов'язане з великою кількістю антилоп в цій місцевості.
1905 року британський уряд офіційно оголосив всю територію країни британською колонією, тоді ж столиця була перенесена в Ентеббе і залишалася там аж до здобуття країною незалежності, хоча Кампала, як і раніше, залишалася основним економічним і промисловим центром Уганди.
1962 року Кампала стала столицею незалежної Уганди.
11 липня 2010 року у місті стався великий терористичний акт. Загинуло 76 людей.

## Транспорт
Кампала — вузол залізниць та шосейних доріг. Міжнародний аеропорт знаходиться за 35 км від Кампали в місті Ентеббе.

## Економіка
У місті розвинені: харчова промисловість, хімічна промисловість, фармацевтична промисловість, шкіряно-взуттєва, текстильна промисловість, металообробна галузі промисловості, деревообробка, авторемонтні майстерні.

## Культура

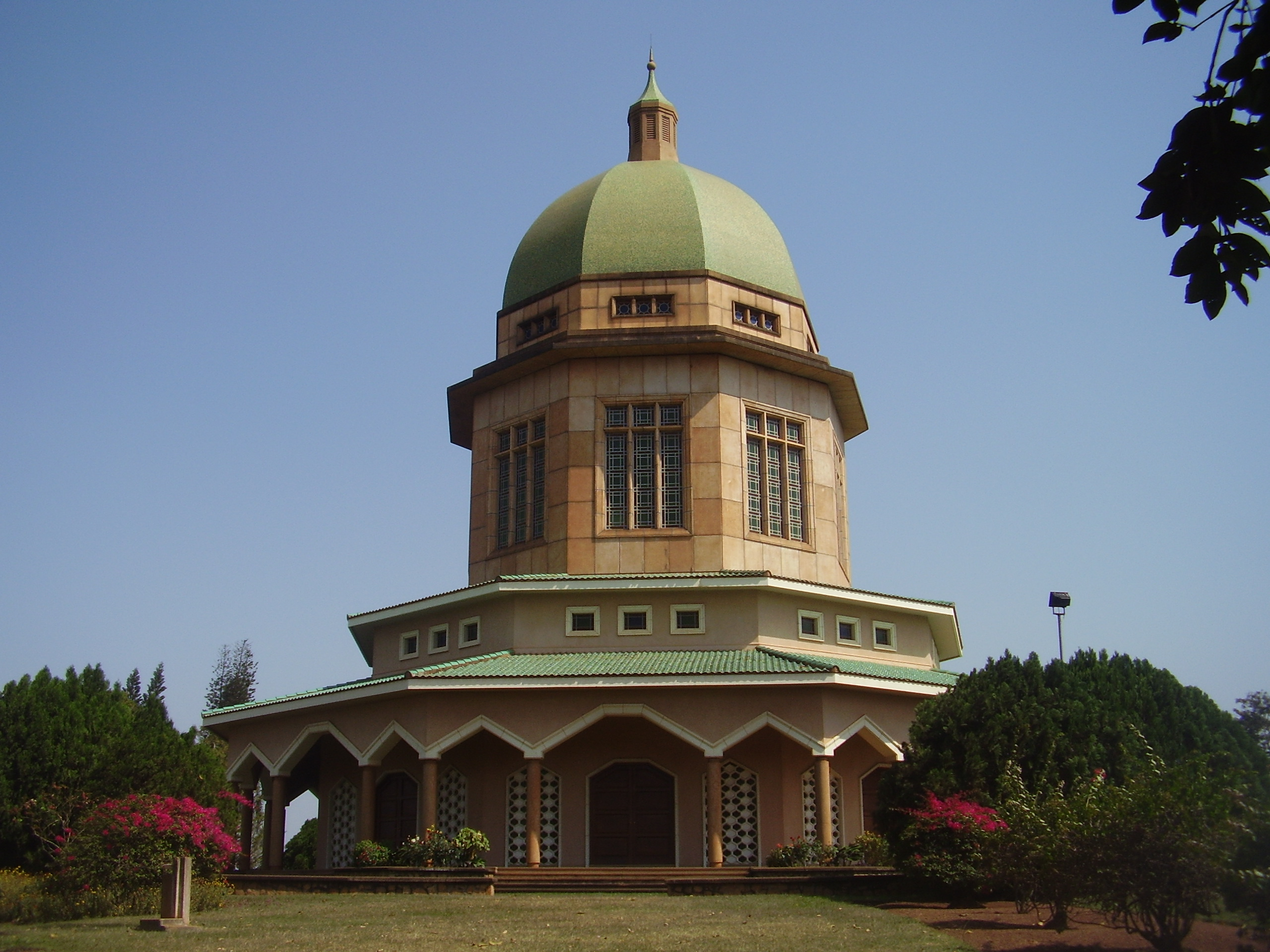
Храм «Матері Африки»

Місто є головним політичним, культурним, фінансовим і торговельним центром країни.
Тут заходяться: національний університет, музей Уганди (зокрема унікальна колекція музичних інструментів), центр археологічних досліджень, Національний театр, Національний стадіон ім. Нельсона Мандели, школа витончених мистецтв, художня галерея, собор Святого Павла, усипальниця правителів королівства Буганди.
У місті розташована найбільша в Уганді мечеть — Національна мечеть Уганди (колишня мечеть «Каддафі»).

## Клімат
Клімат Кампали субекваторіальний, пом'якшений досить великою висотою міста над рівнем моря. Є два вологих сезони (виражений — березень — травень, та невиражений — із серпня по грудень) і два коротких сухих сезони (січень — лютий та червень — липень). Середньорічний максимум у місті варіює від 29 °C у червні — серпні до 33 °C у січні — лютому, а середній мінімум коливається в діапазоні відповідно 11—14 °C. Абсолютний мінімум становить 12 °C, іноді Кампалу можуть досягти розпечені повітряні маси з пустель, і тоді температура може піднятися до +36 °C.
| Клімат Кампали                             | Клімат Кампали | Клімат Кампали | Клімат Кампали | Клімат Кампали | Клімат Кампали | Клімат Кампали | Клімат Кампали | Клімат Кампали | Клімат Кампали | Клімат Кампали | Клімат Кампали | Клімат Кампали | Клімат Кампали |
| Показник                                   | Січ.           | Лют.           | Бер.           | Квіт.          | Трав.          | Черв.          | Лип.           | Серп.          | Вер.           | Жовт.          | Лист.          | Груд.          | Рік            |
| Абсолютний максимум, °C                    | 33             | 36             | 33             | 33             | 29             | 29             | 29             | 29             | 31             | 32             | 32             | 32             | 36             |
| Середній максимум, °C                      | 28,5           | 29,3           | 28,7           | 27,7           | 27,2           | 26,9           | 26,7           | 27,9           | 27,9           | 27,7           | 27,4           | 28,0           | 27,8           |
| Середній мінімум, °C                       | 17,9           | 18,3           | 18,2           | 18,1           | 17,9           | 17,7           | 17,2           | 17,0           | 17,2           | 17,5           | 17,5           | 17,8           | 17,7           |
| Абсолютний мінімум, °C                     | 12             | 14             | 13             | 14             | 15             | 12             | 12             | 12             | 13             | 13             | 14             | 12             | 12             |
| Середня кількість сонячних годин на місяць | 155            | 170            | 155            | 120            | 124            | 180            | 186            | 155            | 150            | 155            | 150            | 124            | 1824           |
| Норма опадів, мм                           | 71             | 54             | 119            | 174            | 124            | 66             | 56             | 91             | 106            | 126            | 152            | 86             | 1225           |
| Днів з дощем                               | 7              | 8              | 12             | 16             | 13             | 8              | 7              | 9              | 11             | 15             | 14             | 10             | 130            |
| ------------------------------------------ | -------------- | -------------- | -------------- | -------------- | -------------- | -------------- | -------------- | -------------- | -------------- | -------------- | -------------- | -------------- | -------------- |
| Джерело:                                   |                |                |                |                |                |                |                |                |                |                |                |                |                |

## Уродженці
- Гледіс Калема-Зікусока (* 1970) — угандійська ветеринарка, приматолог, активістка захисту тварин.
- Сальма Лахані (нар. 1951 або 1952) — канадська державна діячка, 19-й віце-губернатор провінції Альберта Канади.

## Галерея

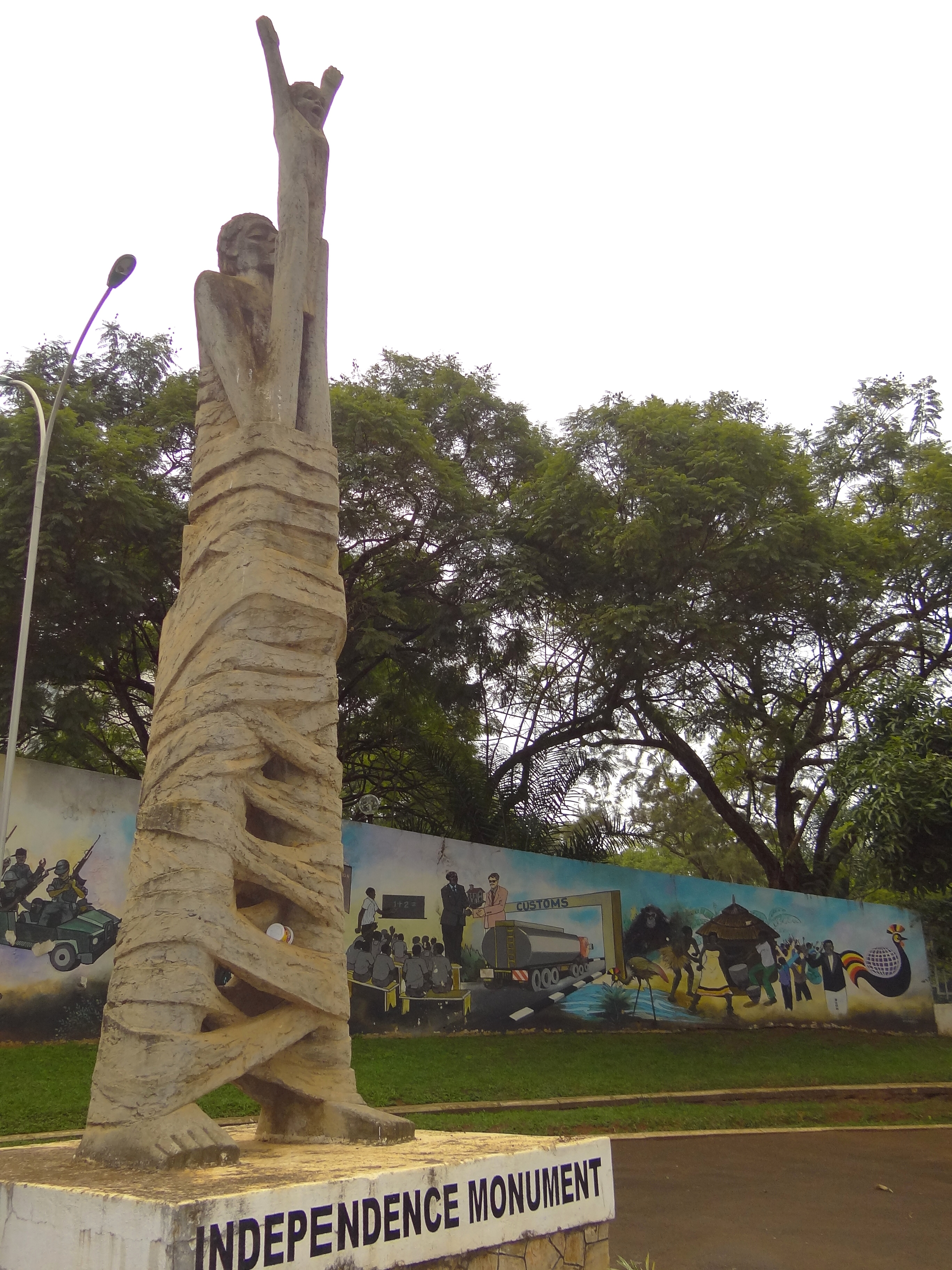
Монумент незалежності
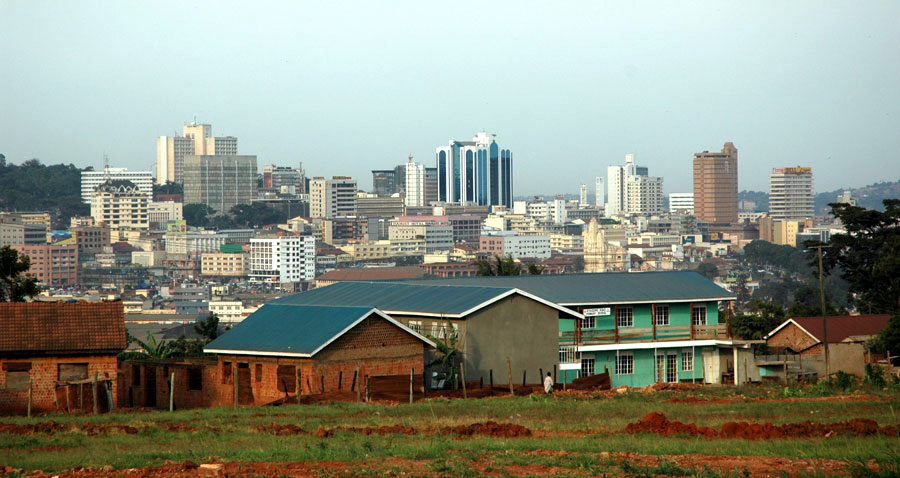
Центральна частина міста
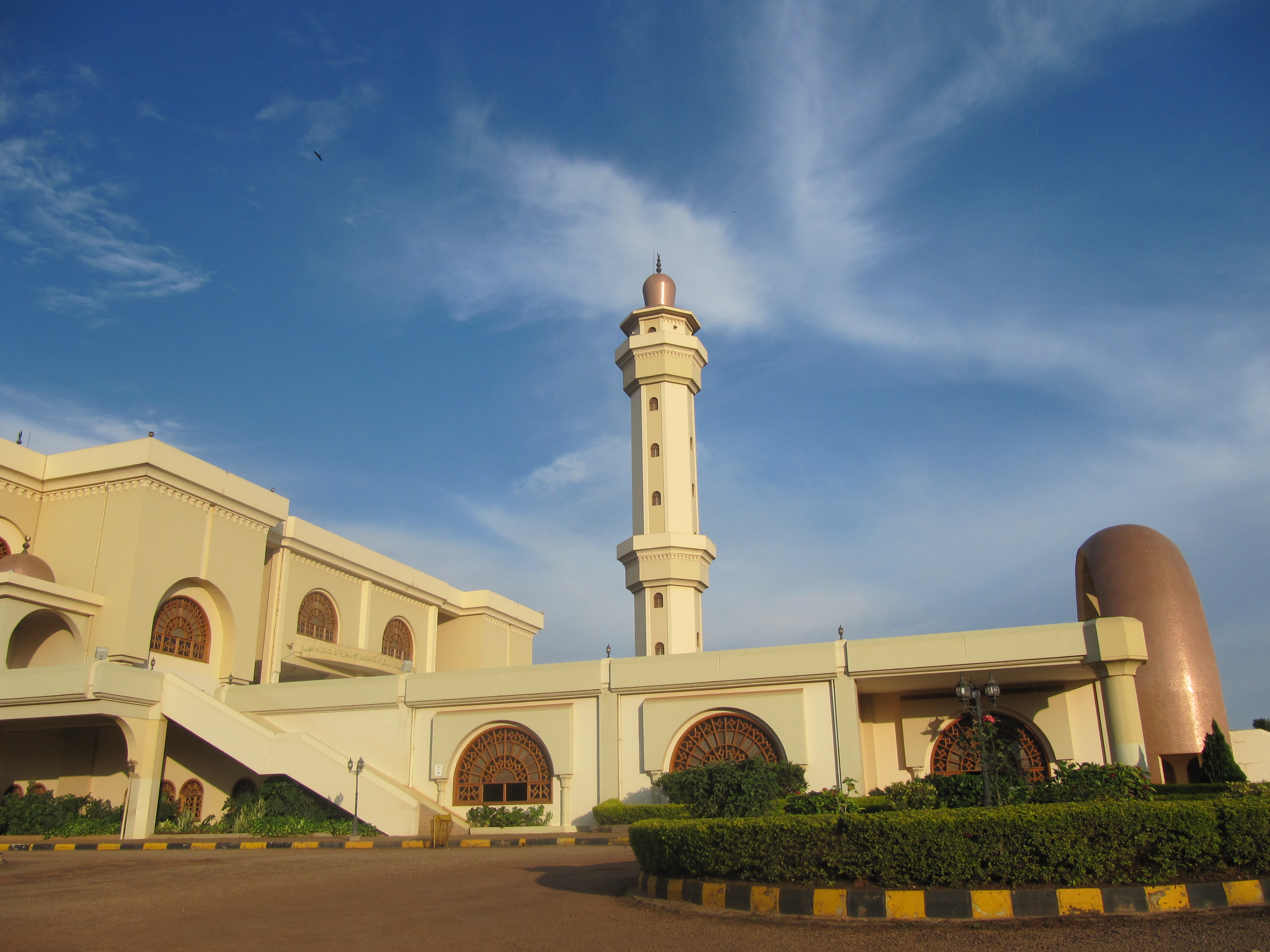
Національна мечеть Уганди (колишня мечеть «Каддафі»)
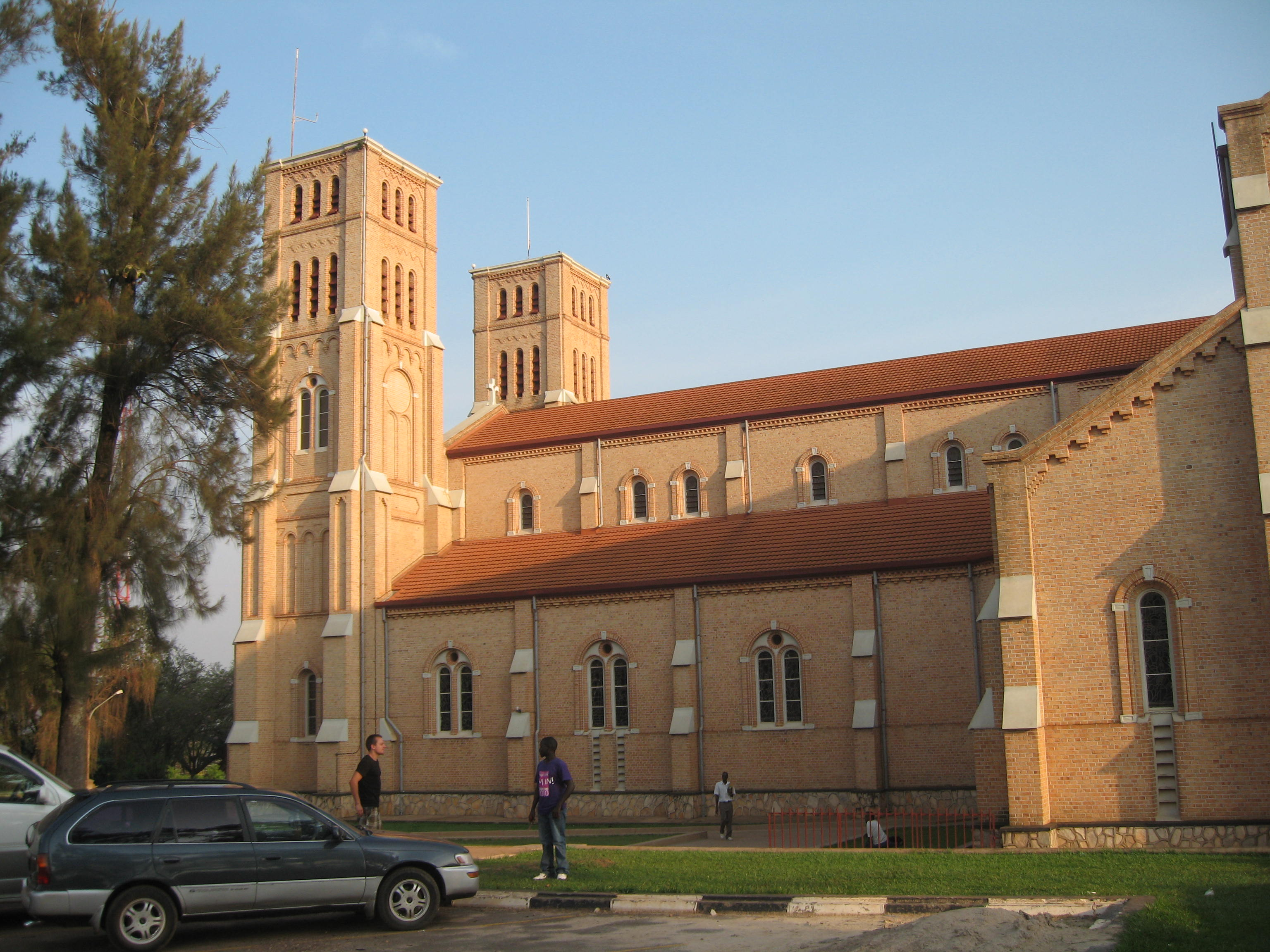
Католицький кафедральний собор
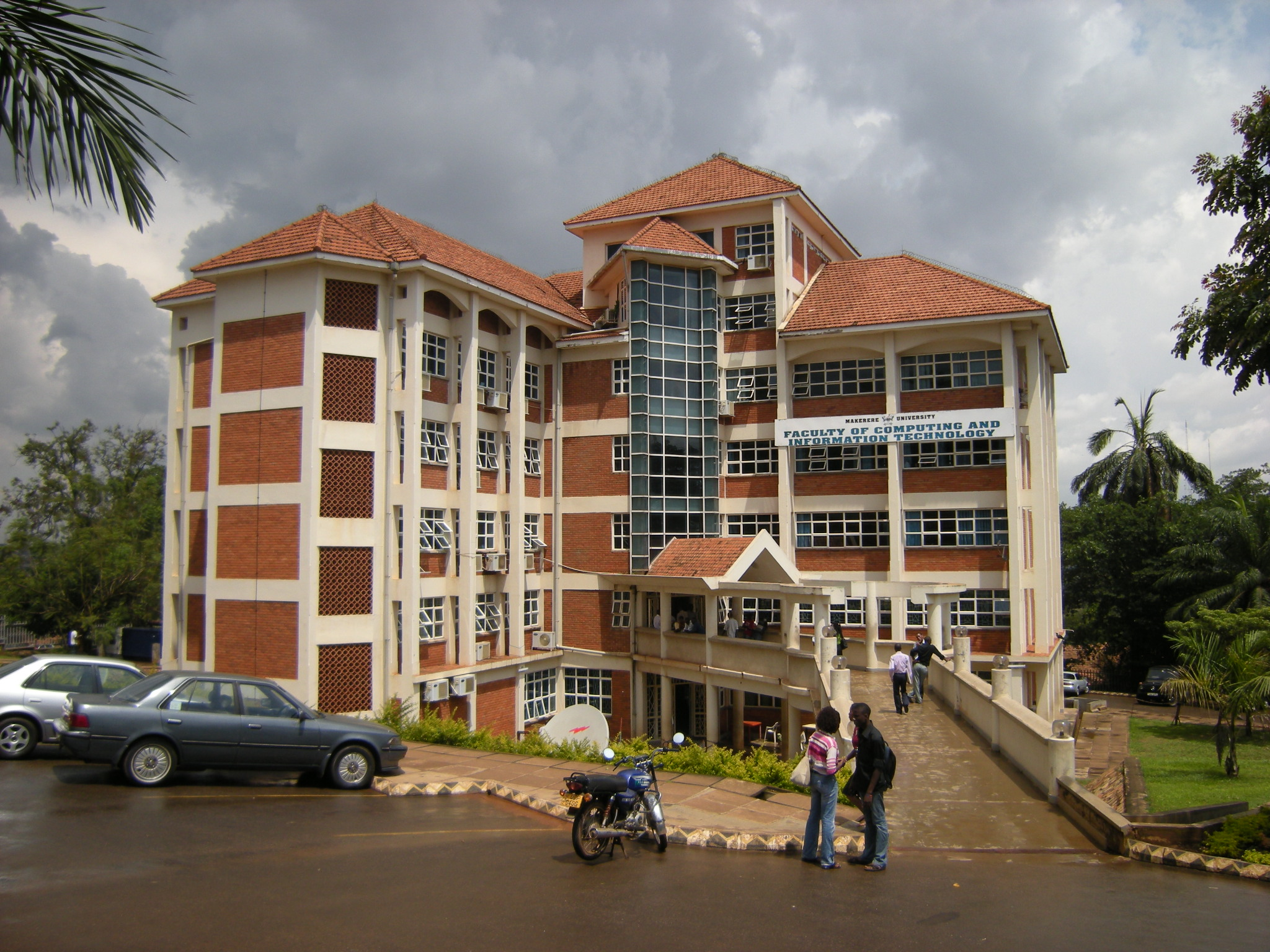
Факультет інформатики університету Макерере
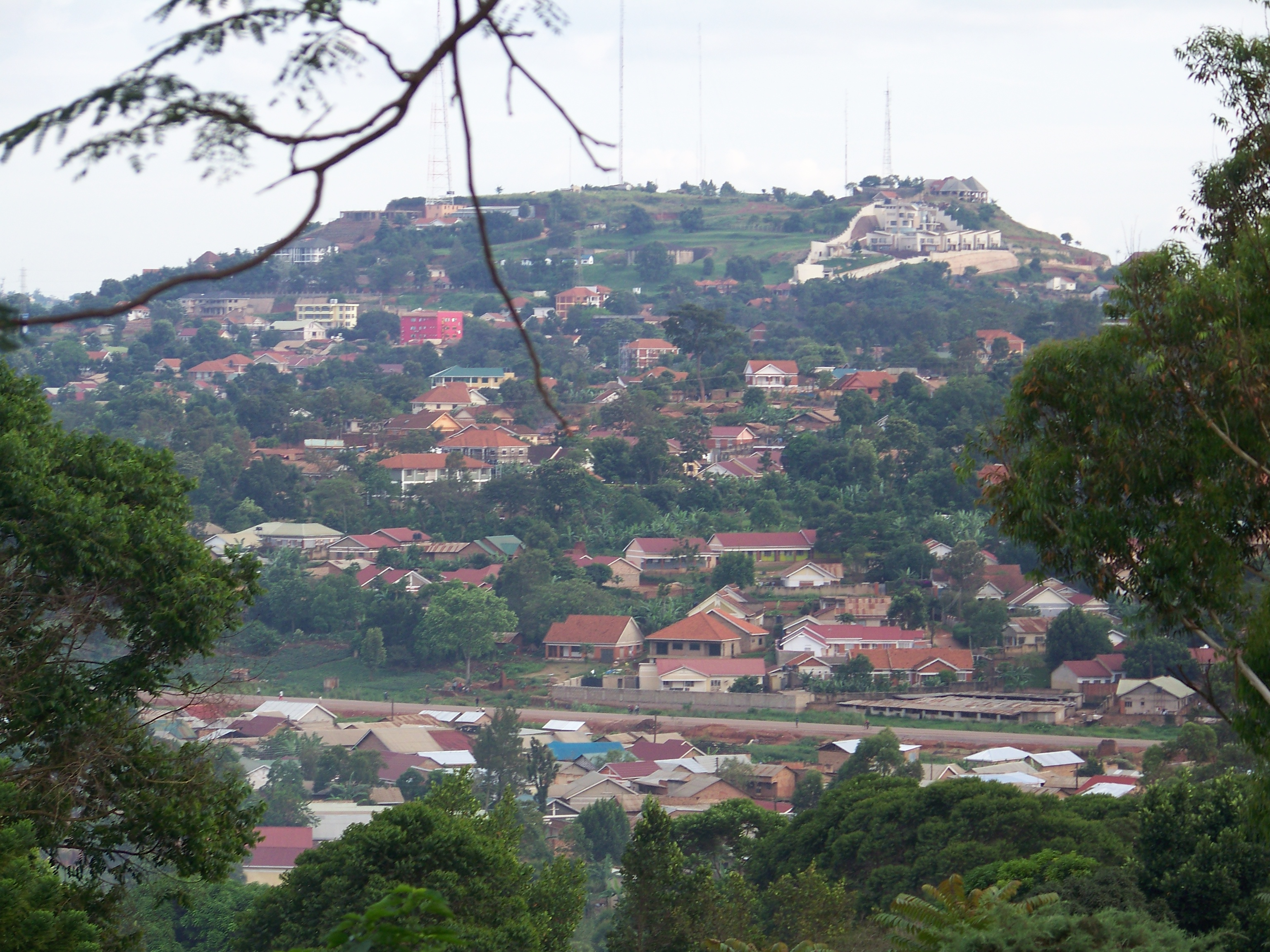
Передмістя Кампали
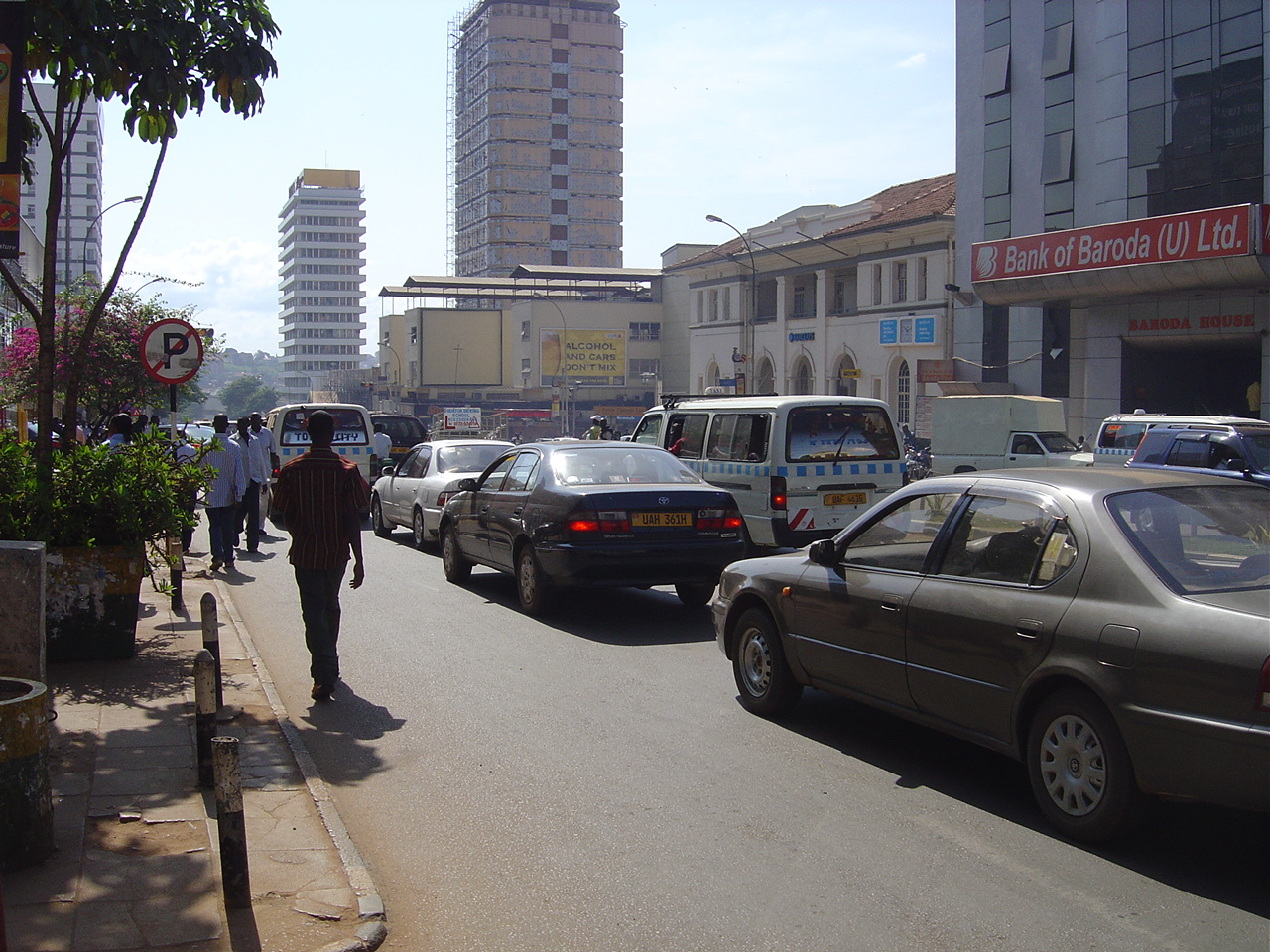
Одна з вулиць міста
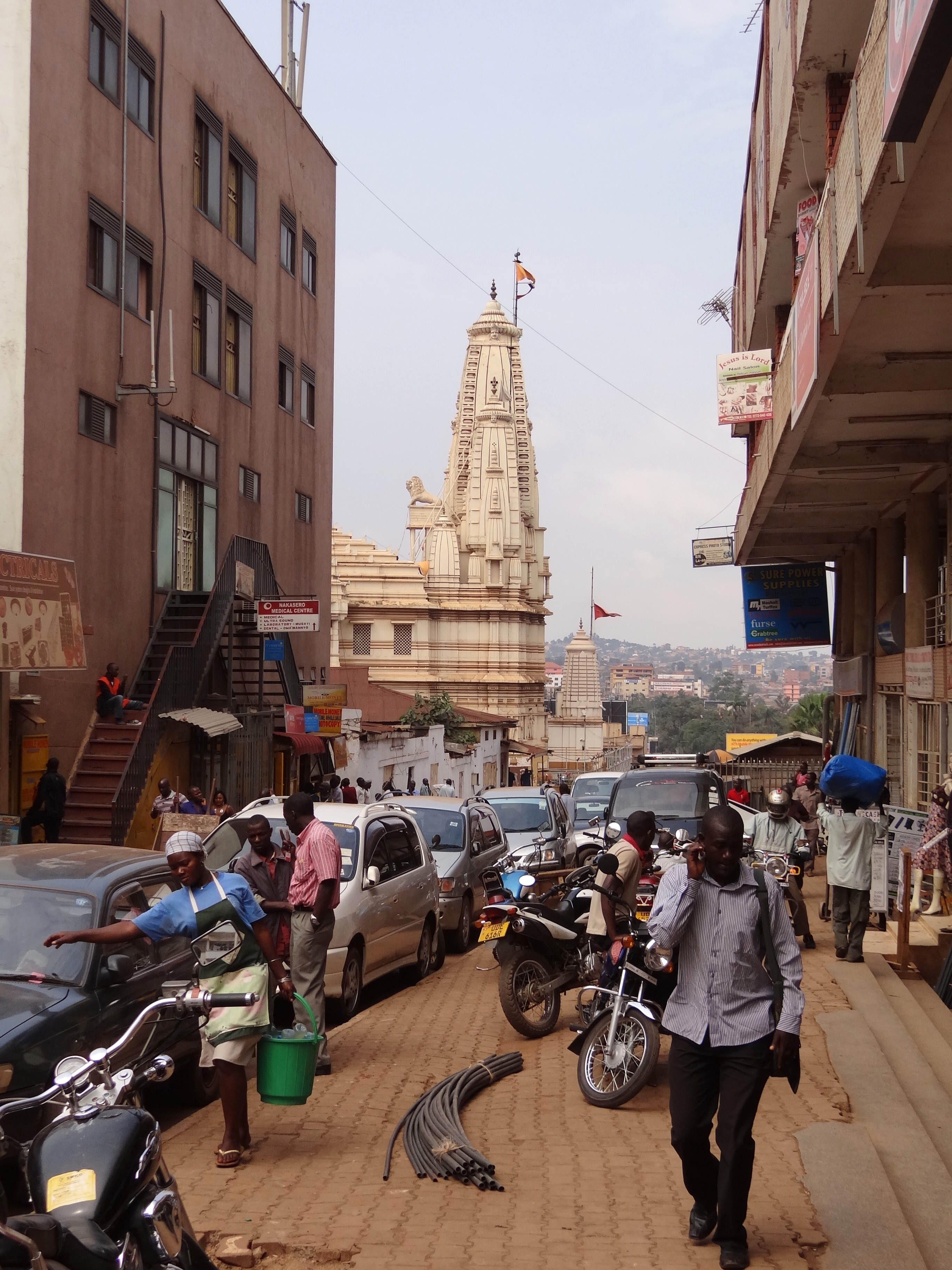
Вулична сцена